# 山江サービスエリア
山江サービスエリア（やまえサービスエリア）は、熊本県球磨郡山江村の九州自動車道にあるサービスエリアである。サービスエリアではあるが当初はレストランなどは設けられておらず、一般的な売店付きパーキングエリアと給油所（24時間営業ではない）で構成されていた。2007年に施設を改築し、上下線共にフードコート付きのコンビニエンスストアに営業内容を変更した。そのため、日本最南端の24時間営業店舗を備えるサービスエリアとなる。

## 道路
- E3 九州自動車道

## 歴史
- 1989年（平成元年）12月7日 : 八代IC - 人吉IC間 開通に伴い開設。
- 2007年（平成19年）8月8日 : 上り線にデイリーヤマザキ、下り線にファミリーマートが開店。
- 2008年（平成20年）2月1日 : 上り線のガソリンスタンドをエクソンモービル(ESSO)(林兼石油(株))から九州石油(九石商事(株))へブランド変更。
- 10月1日 : 上り線のガソリンスタンドを九州石油から新日本石油（現・ENEOS）へブランド変更。(運営会社はそのまま)
- 2009年（平成21年）4月1日 : 下り線のガソリンスタンド(ENEOS)(熊本石油(株))の営業を休止。
- 2014年（平成26年）7月30日 : 下り線のガソリンスタンド(ENEOS)(西日本宇佐美(株))の営業を再開。[1]。ブランドは、JXエネルギー（現・ENEOS）。
- 2018年（平成30年）4月1日 : 上下線のコンビニエンスストアが契約満了に伴い営業休止。
- 4月27日 : 上下線共に、コンビニエンスストアがセブンイレブンとしてリニューアルオープン。

## 施設

### 上り線（熊本・福岡方面）
- 駐車場
  - 大型 32台
  - 小型 55台
  - 二輪 4台
- トイレ
  - 男性 大4（和式1・洋式3）・小10
  - 女性 11（和式3・洋式8）
  - 車椅子用 1
- ガソリンスタンド（ENEOS（ENEOSウイング） 7:00 - 22:00）
  - 2008年2月1日にブランドがエクソンモービル(ESSO)(林兼石油(株))から九州石油(九石商事(株))に変更された。さらに、2008年10月1日に九州石油が新日本石油に吸収合併されたのに伴ってブランドが現在のENEOSに変更された。(運営会社はそのままであったが、のちに(株)一光へと変更された)
- フードコート（平日7:00 - 20:00、休日7:00 - 21:00）
- コンビニエンスストア「セブン-イレブン」（24時間）[2]
  - セブン銀行
- 自動販売機
- 郵便ポスト（人吉郵便局）
- バス停留所（休止中）
- ウェルカムゲート（24時間）

### 下り線（宮崎・鹿児島方面）
24時間営業の売店がある最後のサービスエリアとなる。
- 駐車場
  - 大型 32台
  - 小型 56台
  - 二輪 4台
- トイレ
  - 男性 大4（和式1・洋式3）・小10
  - 女性 11（和式3・洋式8）
  - 車椅子用 1

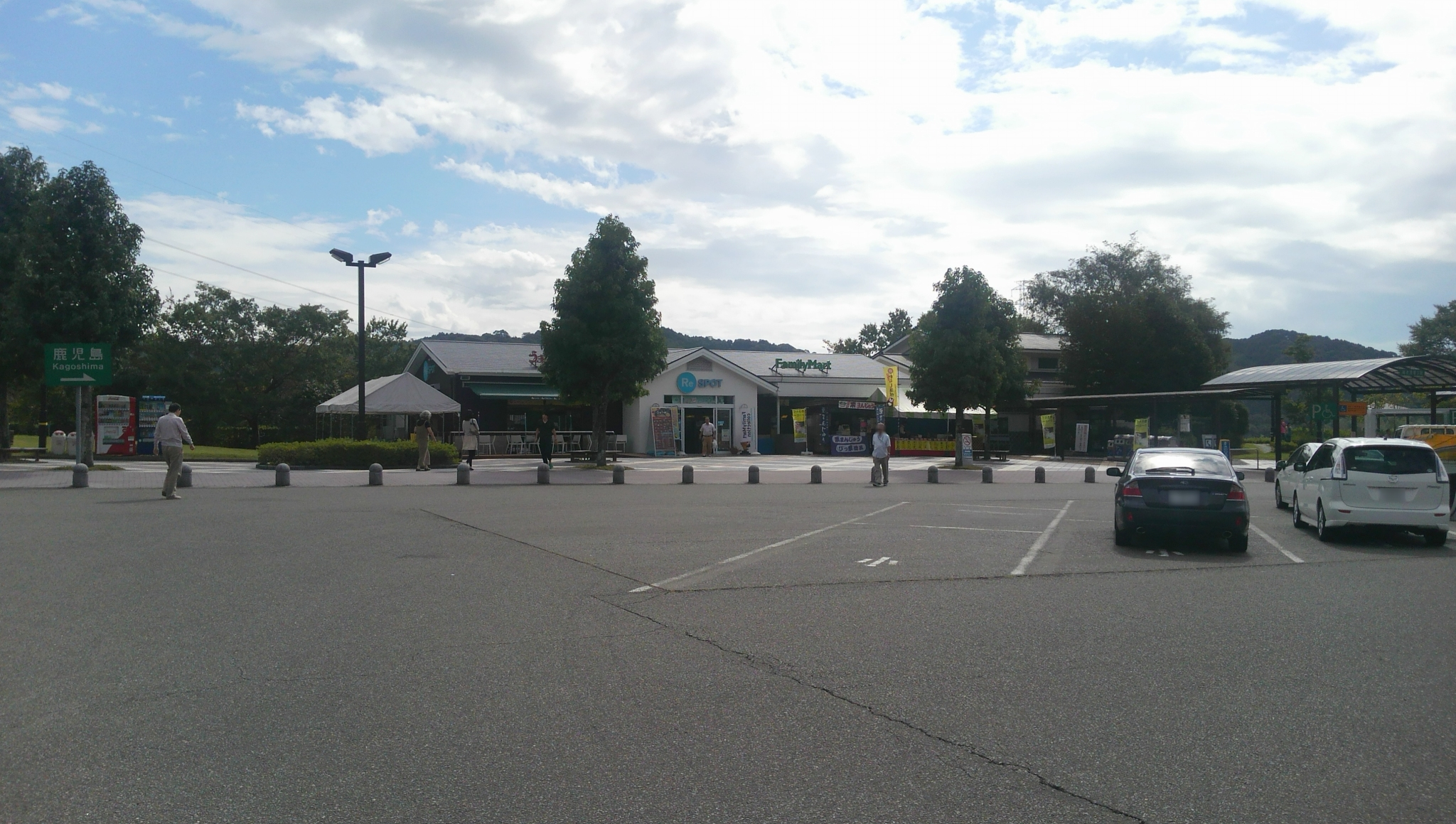
山江サービスエリア下り線

- ガソリンスタンド（ENEOS（西日本宇佐美） 7:00 - 22:00）（セルフ）
  - この先、えびのJCTを鹿児島方面に行く車は当SAが最終給油場所となる。宮崎方面は E10 宮崎道霧島SAにガソリンスタンドがある。
- フードコート（平日7:00 - 20:00、休日7:00 - 21:00）
- コンビニエンスストア「セブン-イレブン」（24時間）[2]
  - セブン銀行
- 自動販売機
- 郵便ポスト（人吉郵便局）
- バス停留所（休止中）

### バス停留所
かつては当サービスエリアにはバス停留所も併設され、以下の路線の高速バスが停車していた。2017年10月1日をもって停車する路線がなくなった（いずれも路線自体は存続中）ため、バス停留所も休止される事となった。
- 熊本 - 宮崎「なんぷう号」（九州産交バス・宮崎交通）[3]
- 熊本 - 鹿児島「きりしま号」（九州産交バス・いわさきバスネットワーク（当時）・南国交通）　※2011年3月末日を以って各停便廃止に伴い当バス停は通過[4]

いずれも各停便のみでノンストップ便は停車していなかった。

## 隣
E3 九州自動車道
(18-1)八代JCT - 坂本PA - 鮎帰BS - 小鶴BS - 山江SA - (19)人吉IC/TB（廃止）
高速バス
小鶴BS - 山江SA - 人吉IC

## ギャラリー

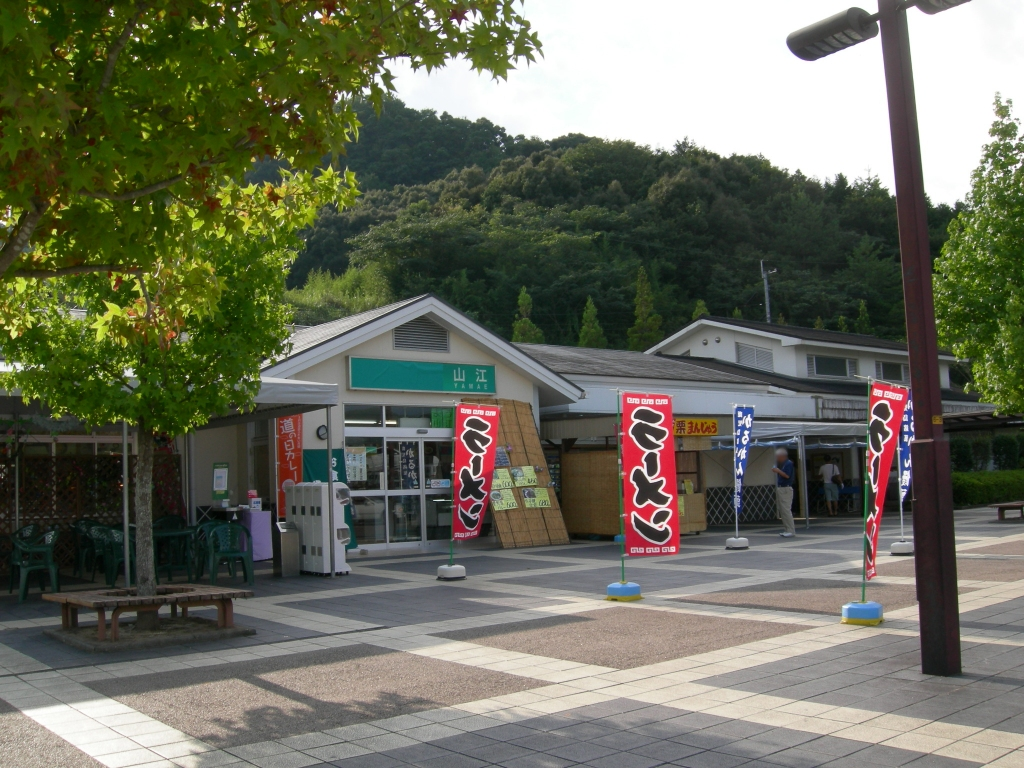
店舗改装前 （上り線）